# Melipona torrida
Melipona torrida är en biart som beskrevs av Heinrich Friese 1917. Melipona torrida ingår i släktet Melipona och familjen långtungebin. Inga underarter finns listade i Catalogue of Life.